# Guba-Jachmaz
La región económica de Guba-Jachmaz (en azerí: Quba-Xaçmaz iqtisadi rayonu) es una de las 14 Regiones económicas de Azerbaiyán,  situándose en la parte nororiental del país y abarca las regiones administrativas de Shabran, Jachmaz, Guba, Gusar y Siazán limitando al norte con la República de Daguestán de la Federación de Rusia, al este con el Mar Caspio, al sureste con Absherón-Jizi, al sur con Shirván montañosa y al suroeste con la región económica de Shaki-Zagatala. La superficie total de la región económica es de 7660 km², lo que representa el 8,8% del territorio del país. La ciudad de Guba es el centro del distrito económico.

## Geografía
El distrito económico tiene sus propios relieves. Según la altitud, el territorio de la región presenta cuatro zonas bien diferenciadas que van desde los 26 metros hasta los 4466 metros de altitud: llanuras, estribaciones, tierras altas medias y tierras altas. Las condiciones climáticas de la región también son diferentes según estas zonas. Si la zona llana se caracteriza por un clima cálido, en la zona montañosa se dan condiciones climáticas frías y húmedas.
La población total de la región es de 527,7 mil habitantes, lo que representa el 5,5% de la población del país. El 33,4 por ciento de la población vive en ciudades y el 66,6 por ciento en aldeas. La densidad de población promedio en el distrito económico es de 76 personas por kilómetro cuadrado. Dependiendo del relieve y las características climáticas de la región, la población se asienta principalmente en las zonas llanas situadas a orillas del Mar Caspio. La población más urbana se concentra en el distrito de Siazán (66%) y la población rural se concentra en el distrito de Guba (80,5%) (según estadísticas de 2015). Es el único territorio y región de Azerbaiyán que se encuentra geográficamente situado íntegramente en Europa.

## Historia
La región económica fue creada por el decreto del Presidente de Azerbaiyán de 7 de julio de 2021 «Sobre la nueva división de las regiones económicas de la República de Azerbaiyán».

## Economía
La base de la economía de la región es la agricultura basada en el cultivo de hortalizas y frutas. El cultivo de la vid está muy extendido en las regiones de Shabran, Siazán y Jachmaz y el cultivo de patatas es común en Gusar. El cultivo de cereales también es muy común en esta región junto con la cría de ganado que se desarrolla en las zonas llanas de la región y la cría de ovejas en las estribaciones y las zonas montañosas. Hay instalaciones avícolas en funcionamiento en Siazán, Charkhi y Shabran.
El desarrollo de la agricultura ha estimulado el desarrollo de la industria de transformación, especialmente la industria ligera y alimentaria. Los principales sectores del complejo agrario-industrial de la región son la conservación de frutas y verduras (Jachmaz, Judat, Guba), el procesamiento de pescado (en Judat) y el tejido de alfombras (en Guba, Jachmaz, Gusar, Gonagkend y Pirabadil). En Jachmaz y Shabran se procesan cereales y productos lácteos. La industria pesada de la región económica incluye la producción de petróleo y gas (en Siazán), la planta de ingeniería eléctrica (en Guba) y el procesamiento de escombros (en Jachmaz). En Guba, Siazán y Jachmaz hay fábricas de ladrillos y empresas a granel.
La región económica de Guba-Jachmaz tiene una buena ubicación geográfica y de transporte. Los ferrocarriles, las autopistas, los oleoductos, los gasoductos y los conductos de agua y las líneas de telecomunicaciones tienen una influencia significativa en el desarrollo de las relaciones económicas y de transporte del país. Las líneas de comunicación que conectan Azerbaiyán con la Federación de Rusia atraviesan el territorio de esta región.
La infraestructura de la región tiene una gran influencia en el desarrollo socioeconómico y la satisfacción de las necesidades socioculturales (sanitarias, científicas, culturales, educativas) de la población de esta región. En la región funcionan bibliotecas públicas, teatros, hospitales y otras instalaciones de infraestructura social.